# قرفة
القرفة أو الدار صيني أو سليخة هي لحاء نبات شجرة دائمة الخضرة استوائية كثيفة يمكن أن يصل ارتفاعها من عشرة إلى أربعين متراً. موطنها سريلانكا لكن أيضًا تزرع في جنوب شرق آسيا، وأمريكا الجنوبية والهند الغربية. من فصيلة السمروبيات، ساقها منتصبة تعلو 3 - 5 أمتار، الأوراق متعاقبة مركبة، والأزهار صفراء صغيرة، والثمرة صغيرة تشبه القرنفل. تحتوي قشور القرفة على زيوت طيارة حيث تصل نسبتها إلى 4%.
القرفة هو اسم لعدة أنواع من الأشجار ومنتجات التوابل التجارية التي تنتجها بعضها. جميعهم أعضاء في جنس Cinnamomum في عائلة غارية. يُزرع عدد قليل فقط من أنواع القرفة تجارياً للتوابل. تعتبر القرفة الحقيقية ( Cinnamomum verum ) (أو C. zeylanicum )، المعروفة باسم "قرفة سيلان" بعد نشأتها في سريلانكا (سيلان سابقًا)،  ولكن معظم القرفة في التجارة الدولية مشتقة من أربعة أنواع أخرى، يشار إليها عادةً وبشكل أكثر دقة باسم "كاسيا": C. burmanni (قرفة إندونيسية أو كاسيا بادانج)، C. cassia (قرفة صينية أو كاسيا صينية)، C. loureiroi (قرفة سايغون أو كاسيا فيتنامية)، والنوع الأقل شيوعًا C. citriodorum (قرفة مالابار أو العرفج البري).
في عام 2021، بلغ الإنتاج العالمي من القرفة 226,753 طنًا، بقيادة الصين بنسبة 43% من الإجمالي.

## الاسم

### الاسم العربي
تعرف بالعصور الوسطى لدى العرب باسم الدارصيني على الحقيقة  أو دارصيني الصين أو القرفة السَيْلاَنِيَة اما اسم القِرْفَة
من قِرف أي القشر، وجاء في كتاب اشتقاق الأسماء للأصمعي: (قشرة الشجرة، يقال: صَبَغ فلانٌ ثوبه بِقِرْف السِّدر، ويصلح أَن يكون ((قِرْفَة)) من التهمة؛ يقال: مَنْ قِرْفَةُ فلان؟ فيقال: بنو فلان.).
وفي المحيط في اللغة للصحاب بن عباد:(القِرْفُ: قِشْرُ المُقْل والسِّدْرِ ونحوِهما.).
ولها معاني مشابهة للمعنى الأصلي في كتب اللغة المختلفة.
وقيل من اللغة التاميلية: கருவா كَارُوڤَا[بحاجة لمصدر])، الاسم العلمي للقرفة هو (Cinnamomum zeylanicum J Prel أو Cinnamomum verum أو Cinnamomum zeilanicum Nees)، ويسمى بالعامة الدارسين.

### الاسم الإنجليزي
الكلمة الإنجليزية "cinnamon" موجودة في اللغة الإنجليزية منذ القرن الخامس عشر، وهي مشتقة من الكلمة اليونانية القديمة κιννάμωμον (kinnámōmon، لاحقًا κίνναμον: kínnamon)، عبر أشكال وسيطة في اللاتينية والفرنسية الوسطى. وقد اقترض اليونانيون هذه الكلمة من كلمة فينيقية، تشبه الكلمة العبرية ذات الصلة קנמון (qinnāmōn).
الاسم "كاسيا"، الذي سُجِّل لأول مرة في أواخر اللغة الإنجليزية القديمة من اللاتينية، مشتق في النهاية من الكلمة العبرية קציעה qetsīʿāh، شكل من أشكال الفعل קצע qātsaʿ ، "نزع اللحاء".
استخدمت اللغة الإنجليزية الحديثة المبكرة أيضًا أسماء canel و canella، على غرار الأسماء الحالية للقرفة في العديد من اللغات الأوروبية الأخرى، والتي اشتُقت من الكلمة اللاتينية cannella، تصغير لكلمة canna"أنبوب"، من الطريقة التي يلتف بها اللحاء لأعلى أثناء تجفيفه.

## التاريخ
كانت القرفة معروفة منذ العصور القديمة. اُستوردت إلى مصر في وقت مبكر من عام 2000 قبل الميلاد، ولكن أولئك الذين أفادوا أنها جاءت من الصين خلطوا بينها وبين Cinnamomum cassia، وهو نوع ذو صلة. لقد ظل مصدرها سرًا تجاريًا في عالم البحر الأبيض المتوسط لعدة قرون من قبل أولئك الذين يعملون في تجارة التوابل، من أجل حماية احتكارهم كموردين.
Cinnamomum verum، والتي تُترجم من اللاتينية إلى "القرفة الحقيقية"، موطنها الأصلي الهند وسريلانكا وبنجلاديش وميانمار. تُعد السليخة (كاسيا) نبات أصلي في الصين. الأنواع ذات الصلة، والتي تُحصد وتُباع في العصر الحديث على شكل قرفة، تنمو في فيتنام ("قرفة سايغون") وإندونيسيا ودول أخرى في جنوب شرق آسيا ذات المناخ الدافئ.[بحاجة لمصدر]
ذكر هيرودوت وأرسطو وغيرهما من المؤلفين أن الجزيرة العربية هي مصدر القرفة؛ فقد رووا أن " طيور القرفة ‏ " العملاقة كانت تجمع أعواد القرفة من أرض مجهولة حيث كانت تنمو أشجار القرفة واستخدمتها لبناء أعشاشها.  : 111 
كتب بليني الأكبر أن القرفة تم نقلها حول شبه الجزيرة العربية على "طوافات بدون دفة أو أشرعة أو مجاديف"، مستغلة رياح التجارة الشتوية. وأن حكايات جمع القرفة من أعشاش طيور القرفة كانت خيالًا من قِبَل التجار تم اختراعه لزيادة الأسعار. ومع ذلك، ظلت القصة سائدة في بيزنطة حتى عام 1310.

### العصور الوسطى
خلال العصور الوسطى، ظل مصدر القرفة لغزاً بالنسبة للعالم الغربي. ومن خلال قراءة الكتاب اللاتينيين الذين استشهدوا بأقوال هيرودوت، تعلم الأوروبيون أن القرفة كانت تأتي عبر البحر الأحمر إلى الموانئ التجارية في مصر، ولكن لم يكن من الواضح من أين جاءت. عندما رافق السيد جوانفيل ملكه لويس التاسع ملك فرنسا إلى مصر في الحملة الصليبية السابعة عام 1248، أبلغ عن ما قيل له - وصدقه: أن القرفة اصطيدت في الشباك عند منبع النيل على حافة العالم (أي إثيوبيا). تجنب ماركو بولو الدقة في هذا الموضوع.
نقلت الطوافات الإندونيسية القرفة مباشرة من جزر الملوك إلى شرق إفريقيا (انظر أيضًا: رابطة)، حيث حملها التجار المحليون بعد ذلك شمالًا إلى الإسكندرية في مصر. كان التجار الفينيسيون من إيطاليا يحتكرون تجارة التوابل في أوروبا، ويقومون بتوزيع القرفة من الإسكندرية. كان تعطيل هذه التجارة بسبب صعود قوى البحر الأبيض المتوسط الأخرى، مثل سلاطين المماليك والإمبراطورية العثمانية، أحد العوامل العديدة التي دفعت الأوروبيين إلى البحث على نطاق أوسع عن طرق أخرى إلى آسيا.

### الفترة الحديثة المبكرة
خلال القرن السادس عشر، كان فرناندو ماجلان يبحث عن التوابل لصالح إسبانيا؛ وفي الفلبين، عُثر على Cinnamomum mindanaense، والتي كانت وثيقة الصلة بالقرفة C. zeylanicum، الموجودة في سريلانكا. وفي نهاية المطاف، تنافست هذه القرفة مع القرفة السريلانكية التي كانت تحت سيطرة البرتغاليين.
في عام 1638، أنشأ التجار الهولنديون مركزًا تجاريًا في سريلانكا، وسيطروا على المصانع بحلول عام 1640، وطردوا البرتغاليين المتبقين بحلول عام 1658. "شواطئ الجزيرة مليئة بالقرفة"، حسبما أفاد أحد القباطنة الهولنديين، "وهي الأفضل في الشرق كله. فعندما يكون المرء في اتجاه الريح من الجزيرة، لا يزال بإمكانه أن يشم رائحة القرفة على مسافة ثمانية دوريات في البحر". وواصلت شركة الهند الشرقية الهولندية إصلاح أساليب الحصاد في البرية وبدأت في نهاية المطاف في زراعة أشجارها الخاصة.[بحاجة لمصدر]
في عام 1767، أنشأ اللورد براون، من شركة الهند الشرقية البريطانية، مزرعة أنجاراكاندي للقرفة بالقرب من أنجاراكاندي في منطقة كانور في ولاية كيرلا، الهند. وأصبحت لاحقًا أكبر مزرعة للقرفة في آسيا. استولى البريطانيون على السيطرة على سيلان من الهولنديين في عام 1796.[بحاجة لمصدر]

## الزراعة
القرفة هي شجرة دائمة الخضرة تتميز بأوراقها بيضاوية الشكل، ولحائها سميك، وثمرتها توتية. عند حصاد التوابل، فإن اللحاء والأوراق هي الأجزاء الأساسية المستخدمة من النبات. ومع ذلك، في اليابان، تُحصد الجذور النفاذة لإنتاج نيكي (ニッキ) وهو منتج مختلف عن القرفة (シナモンشينامون ). تُزرع القرفة عن طريق نمو الشجرة لمدة سنتين ثم تنسغ عن طريق قطع السيقان عند مستوى الأرض. في العام التالي، يتكون حوالي اثني عشر برعم جديدة من الجذور، لتحل محل تلك التي قُطِعت. يمكن لعدد من الآفات مثل دثار الثمار، وأنواع المطق، و Phytophthora cinnamomi (قرحة الخطوط) أن تؤثر على النباتات النامية.
يجب معالجة السيقان مباشرة بعد الحصاد بينما يكون اللحاء الداخلي لا يزال رطبًا. تُعالج السيقان المقطوعة عن طريق كشط اللحاء الخارجي، ثم ضرب الفرع بالتساوي بمطرقة لتخفيف اللحاء الداخلي، والذي يُنزع بعد ذلك في لفائف طويلة. 0.5 مـم (0.02 بوصة) فقط  بينما يُتخلص من الجزء الخارجي الخشبي، تاركًا شرائط القرفة بطول متر تتجعد إلى لفائف ("ريش") أثناء التجفيف. يجف اللحاء المعالج تمامًا خلال أربع إلى ست ساعات، شريطة أن يكون في بيئة جيدة التهوية ودافئة نسبيًا. بعد الجفاف، يُقطع اللحاء إلى أطوال تتراوح بين 5 و10 سم (2 إلى 4 بوصات) للبيع.
إن بيئة التجفيف غير المثالية تشجع على تكاثر الآفات في اللحاء، الأمر الذي قد يتطلب بعد ذلك المعالجة بالتبخير باستخدام ثنائي أكسيد الكبريت. في عام 2011، وافق الاتحاد الأوروبي على استخدام ثنائي أكسيد الكبريت بتركيز يصل إلى 150 مـغ/كـغ (0.0024 أونصة/رطل) لعلاج لحاء C. verum المحصود في سريلانكا.

### الأنواع
يُباع العديد من الأنواع غالبًا على أنها قرفة، ومنها:
- القرفة الصينية (الكاسيا، النوع التجاري الأكثر شيوعًا في الولايات المتحدة)
- القرفة الإندونيسية (كورينتي أو بادانج كاسيا)
- القرفة السايغونية (قرفة فيتنامية أو كاسيا فيتنامية)
- القرفة الحقيقية (قرفة سريلانكا، قرفة سيلان أو قرفة زيلانيكوم)
- العرفج البري (قرفة مالابار)

تضفي القرفة نكهة قوية وحارة وغالباً ما تستخدم في الخَبز، وخاصة في لفائف القرفة، لأنها تتعامل بشكل جيد مع ظروف الخَبز. من بين أنواع الكاسيا، يكون لون القرفة الصينية بنيًا محمرًا فاتحًا إلى متوسطًا، وملمسها صلب وخشبي، وأكثر سمكًا ( 2–3 مـم (0.079–0.118 بوصة) سميكة، حيث تُستخدم كافة طبقات اللحاء. تتميز القرفة السيلانية، التي تستخدم اللحاء الداخلي الرقيق فقط، بلون بني أفتح وملمس أدق وأقل كثافة وأكثر تفتتًا. وهي ذات نكهة لطيفة وأكثر عطرية من القرفة الصينية وتفقد الكثير من نكهتها أثناء الطهي.
يمكن تمييز لحاء هذا النوع بسهولة عندما يكون كاملاً، سواء من حيث الخصائص العيانية أو المجهرية. تحتوي أعواد القرفة السيلانية على طبقات رقيقة عديدة ويمكن تحويلها بسهولة إلى مسحوق باستخدام طاحونة قهوة أو توابل، في حين أن أعواد القرفة الصينية أكثر صلابة بكثير. غالبًا ما تُباع القرفة الإندونيسية في ريش أنيق مكون من طبقة سميكة واحدة، قادرة على إتلاف طاحونة التوابل أو القهوة. تُباع القرفة السايغونية ( C. loureiroi ) والقرفة الصينية ( C. cassia ) دائمًا على شكل قطع مكسورة من اللحاء السميك، حيث أن اللحاء ليس مرنًا بدرجة كافية ليُلف على شكل ريش.
من الصعب التمييز بين اللحاء المسحوق، ولكن إذا عولج بصبغة اليود (اختبار النشا)، فلن يكون هناك تأثير واضح مع القرفة السيلانية النقية؛ ومع ذلك، عندما تكون القرفة الصينية موجودة، ينتج لون أزرق غامق.

### التصنيف
يقسم نظام التصنيف السريلانكي أقلام القرفة إلى أربع مجموعات:
- ألبا أقل من 6 مـم (0.24 بوصة) في القطر
- قارية، أقل من 16 مـم (0.63 بوصة) في القطر
- مكسيكي، أقل من 19 مـم (0.75 بوصة) في القطر
- هامبورغ، أقل من 32 مـم (1.3 بوصة) في القطر تنقسم هذه المجموعات إلى درجات محددة. على سبيل المثال، تُقسم المجموعة المكسيكية إلى M00000 الخاص، M000000، وM0000، بناءً على قطر اللفائف وعددها لكل كيلوغرام. تُصنف أي قطع من اللحاء أقل من 106 ملم (4.2 بوصة) كـ"لفائف صغيرة". أما "الريش" فهو اللحاء الداخلي للأغصان والبراعم الملتوية. وتشمل "الرقائق" تقليمات اللفائف، واللحاء الخارجي والداخلي الذي لا يمكن فصله، أو لحاء الأغصان الصغيرة.[بحاجة لمصدر][ بحاجة لمصدر ]

## الصفات

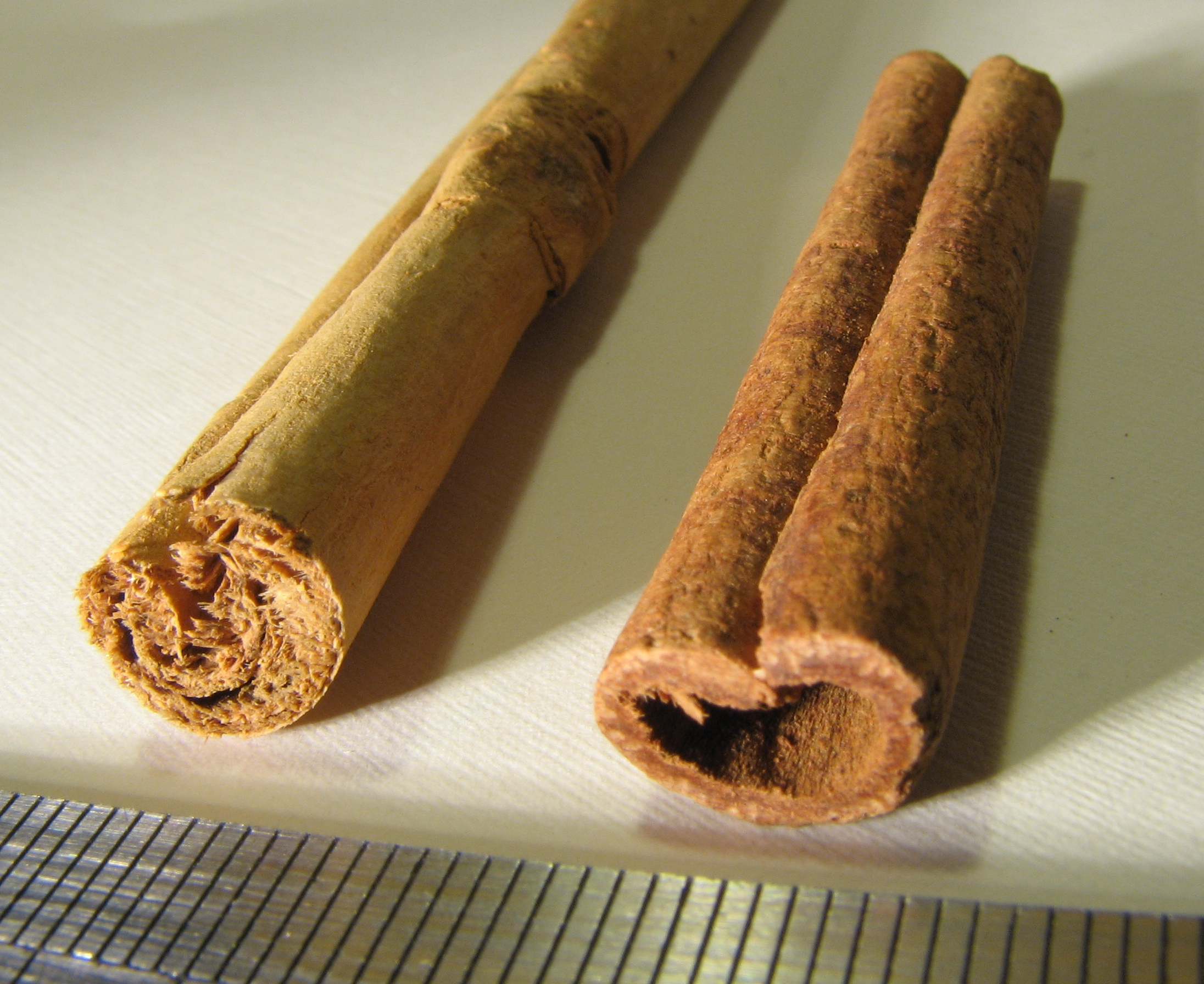
ريش القرفة السيلانية (Cinnamomum verum ، على اليسار) والقرفة الإندونيسية (C. burmanni ، على اليمين)

### القوام
يمكن سحق القرفة السيلانية إلى قطع صغيرة باليد بينما تتطلب القرفة الإندونيسية خلاطًا قويًا.

### النكهة، والرائحة، والطعم
تعود نكهة القرفة إلى الزيوت العطرية الأساسية التي تشكل 0.5 إلى 1% من تركيبتها.
يمكن نقع لحاء القرفة، ثم استخلاصه في 80% من الإيثانول، للحصول على صبغة.
يمكن تحضير زيت القرفة العطري عن طريق سحق اللحاء بشكل خشن، ونقعه في مياه البحر، ثم تقطيره بالكامل بسرعة. وهو ذو لون أصفر ذهبي، وله رائحة مميزة من القرفة وطعم عطري حار جدًا.
يمكن صنع مستحلب زيت القرفة النانوي باستخدام بوليسوربات 80 وزيت القرفة العطري والماء، عن طريق الاستحلاب بالموجات فوق الصوتية.
يمكن صنع مستحلب زيت القرفة الكبير باستخدام جهاز التجانس المستحلب المشتت.
يأتي الطعم والرائحة اللاذعة من ألدهيد القرفة، وهو ما يقرب من 90٪ من الزيت العطري من لحاء القرفة. يتحلل ألدهيد القرفة في الرطوبة العالية ودرجات الحرارة العالية إلى ستايرين،  وعن طريق التفاعل مع الأكسجين مع تقدمه في العمر، يصبح لونه داكنًا ويشكل مركبات راتنجية.
تشتمل مكونات القرفة على حوالي 80 مركبًا عطريًا،  بما في ذلك الأوجينول، الموجود في الزيت الموجود في أوراق أو لحاء أشجار القرفة.

## الإنتاج
| إنتاج القرفة – 2021                                       |         |
| دولة                                                      | ( طن )  |
| الصين                                                     | 96,554  |
| إندونيسيا                                                 | 56,664  |
| فيتنام                                                    | 45,680  |
| سريلانكا                                                  | 23,729  |
| عالم                                                      | 226,753 |
| المصدر: قاعدة بيانات منظمة الأغذية والزراعة للأمم المتحدة |         |

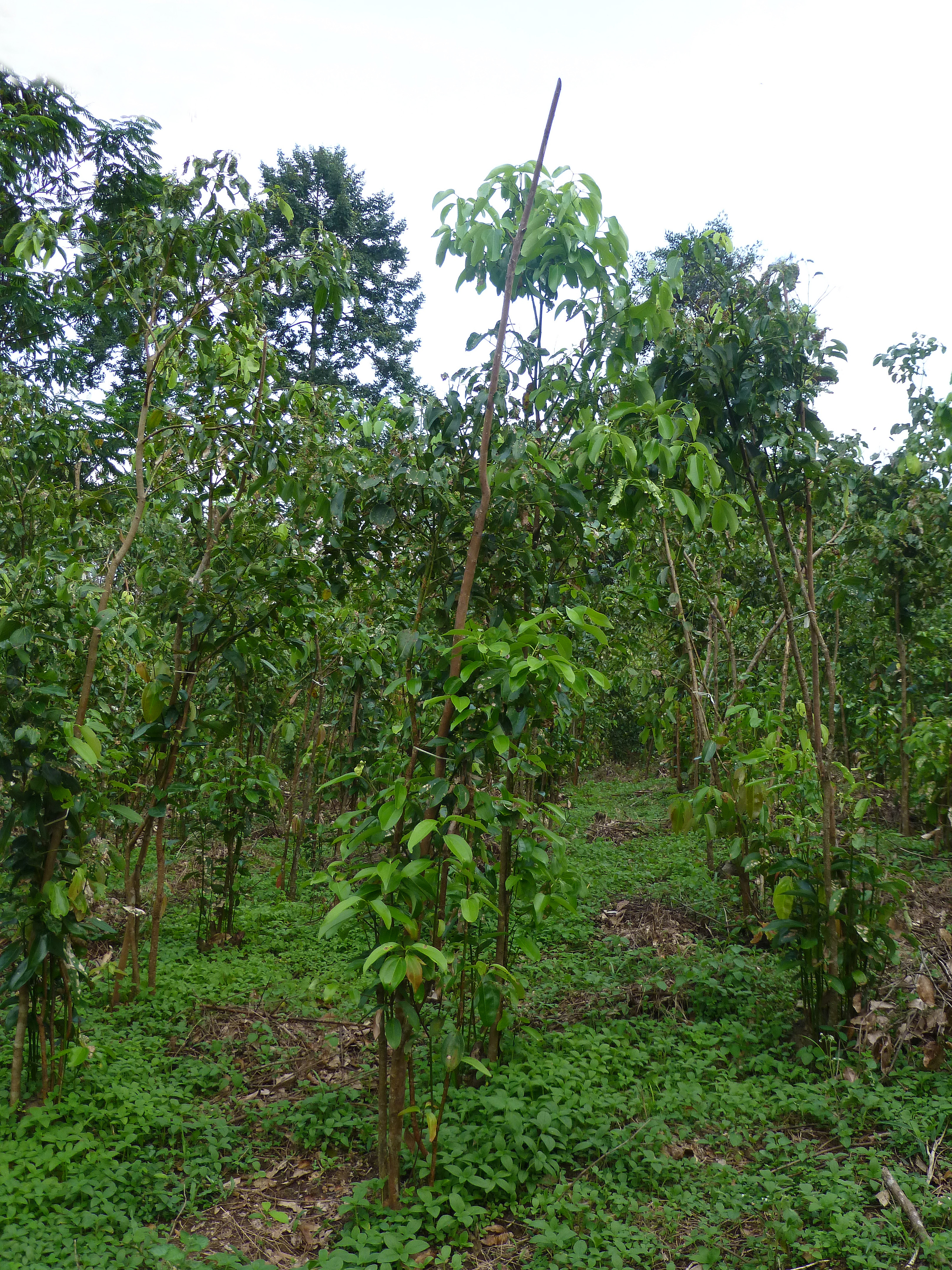
نبات شجرة القرفة من سريلانكا

في عام 2021، استحوذت أربع دول على 98% من إنتاج القرفة في العالم، بإجمالي 226,753 طنًا : الصين وإندونيسيا وفيتنام وسريلانكا .

### مزيفة
يمكن خلط القرفة الحقيقية من لحاء C. verum مع القرفة ( C. cassia ) باعتبارها مزيفة وتُسَوَّق بشكل زائف على أنها قرفة أصلية. في أحد التحليلات، احتوى لحاء القرفة السيلانية الأصيلة على 12-143 ملغم/كغم من الكومارين – وهو مركب فينولي منخفض المحتوى عادة في القرفة الحقيقية  –  ولكن عينات السوق احتوت على الكومارين بمستويات تصل إلى 3462 ملغم/كغم، مما يشير إلى التلوث المحتمل بالكاسيا في القرفة المزيفة. وجد موقع ConsumerLab.com نفس المشكلة في تحليل أجري عام 2020؛ "صُنِّف المكمل الغذائي الذي يحتوي على أعلى كمية من الكومارين على أنه قرفة سيلان".

## البحوث المتعلقة بالصحة
تتمتع القرفة بتاريخ طويل من الاستخدام في الطب التقليدي كمساعد للهضم. ومع ذلك، فإن الدراسات المعاصرة غير قادرة على العثور على دليل على أي تأثير طبي أو علاجي مهم.
أشارت مراجعات التجارب السريرية إلى انخفاض نسبة الجلوكوز في البلازما أثناء الصيام وتأثيرات غير متسقة على الهيموجلوبين A1C (HbA1c، وهو مؤشر على ارتفاع نسبة الجلوكوز في البلازما بشكل مزمن). أشارت أربع من المراجعات إلى انخفاض في نسبة الجلوكوز في بلازما الصيام،  وأشارت اثنتان فقط إلى انخفاض مستوى الهيموجلوبين السكري التراكمي،  وأشارت مراجعة واحدة إلى عدم حدوث أي تغيير في أي من المقياسين. وأشارت مراجعة كوكرين إلى أن مدة التجارب كانت محدودة بـ 4 إلى 16 أسبوعًا، ولم تذكر أي تجارب أي تغييرات في جودة الحياة أو معدل الإصابة بالأمراض أو الوفيات. كان استنتاج مؤلفي كوكرين هو: "لا يوجد دليل كافٍ لدعم استخدام القرفة لمرض السكري من النوع الأول أو الثاني."  نقلاً عن مراجعة كوكرين، ذكر المركز الوطني الأمريكي للصحة التكميلية والتكاملية : "لا تدعم الدراسات التي أجريت على البشر استخدام القرفة لأي حالة صحية."  ومع ذلك، يصعب تفسير نتائج الدراسات لأنه غالبًا ما يكون من غير الواضح نوع القرفة والجزء المستخدم من النبات.
أشارت دراسة تحليلية لتجارب مكملات القرفة مع قياسات الدهون إلى انخفاض إجمالي الكولسترول والدهون الثلاثية، ولكن لم تحدث تغييرات كبيرة في الكوليسترول الضار أو الكوليسترول الحميد. وأفاد آخر بعدم حدوث أي تغيير في وزن الجسم أو مقاومة الأنسولين.

## السمية
أشارت مراجعة منهجية للأحداث السلبية الناتجة عن استخدام القرفة إلى اضطرابات الجهاز الهضمي وردود الفعل التحسسية باعتبارها الآثار الجانبية الأكثر شيوعًا.
في عام 2008، نظرت هيئة سلامة الأغذية الأوروبية في سمية الكومارين، أحد مكونات القرفة، وأكدت على الحد الأقصى الموصى به من المدخول اليومي المسموح به (TDI) وهو 0.1 ملغم من الكومارين لكل كيلوغرام من وزن الجسم. من المعروف أن الكومارين يسبب تلف الكبد والكلى بتركيزات عالية وتأثير أيضي لدى البشر المصابين بتعدد أشكال CYP2A6. وبناءً على هذا التقييم، وضع الاتحاد الأوروبي إرشادات بشأن الحد الأقصى لمحتوى الكومارين في المواد الغذائية بنسبة 50%. ملغم لكل كيلو غرام من العجين في الأطعمة الموسمية، و15 ملغم لكل كيلوغرام في الأطعمة المخبوزة اليومية. الحد الأقصى الموصى به للاستهلاك اليومي المقبول هو 0.1 مليغرام من الكومارين لكل كيلوغرام من وزن الجسم يعادل 5 ملغم من الكومارين (أو 5.6 غرام من القرفة الحقيقية مع 0.9 ملغم من الكومارين لكل غرام) لوزن الجسم 50 كغم. ج كما هو موضح في الجدول أدناه:
|                                            | قرفة صينية          | قرفة صينية                         | قرفة حقيقية          | قرفة حقيقية        |
| الحد الأدنى                                | الأعلى              | الحد الأدنى                        | الأعلى               |                    |
| ------------------------------------------ | ------------------- | ---------------------------------- | -------------------- | ------------------ |
| ملغم كومارين/غم قرفة                       | 0.085 ملغم/غم       | 12.18 ملغم/غم (هي والزملاء., 2005) | 0.007 ملغم/غم        | 0.9 ملغم/غم        |
| TDI القرفة في 50 كغم وزن الجسم (وزن الجسم) | 58.8 غرام/وزن الجسم | 0.4 غرام/وزن الجسم                 | 714.3 غرام/وزن الجسم | 5.6 غرام/وزن الجسم |

بسبب الكمية المتغيرة من الكومارين في القرفة الصينية، عادة ما تكون أكثر من 1.0 ملغم من الكومارين لكل غرام من القرفة وأحيانًا ما يصل إلى 12 ضعف ذلك، فإن القرفة الصينية لديها حد أقصى منخفض للجرعة الآمنة للالتزام بالجرعة اليومية اليومية المذكورة أعلاه. على النقيض من ذلك، تحتوي القرفة الحقيقية على كميات ضئيلة فقط من الكومارين.
في مارس 2024، أوصت إدارة الغذاء والدواء الأمريكية بسحب طوعي لستة علامات تجارية من القرفة بسبب التلوث بالرصاص، بعد تحقيق نابع من 500 تقرير عن تسمم الأطفال بالرصاص في جميع أنحاء الولايات المتحدة. حددت إدارة الغذاء والدواء أن القرفة مغشوشة بكرومات الرصاص.

## معرض صور

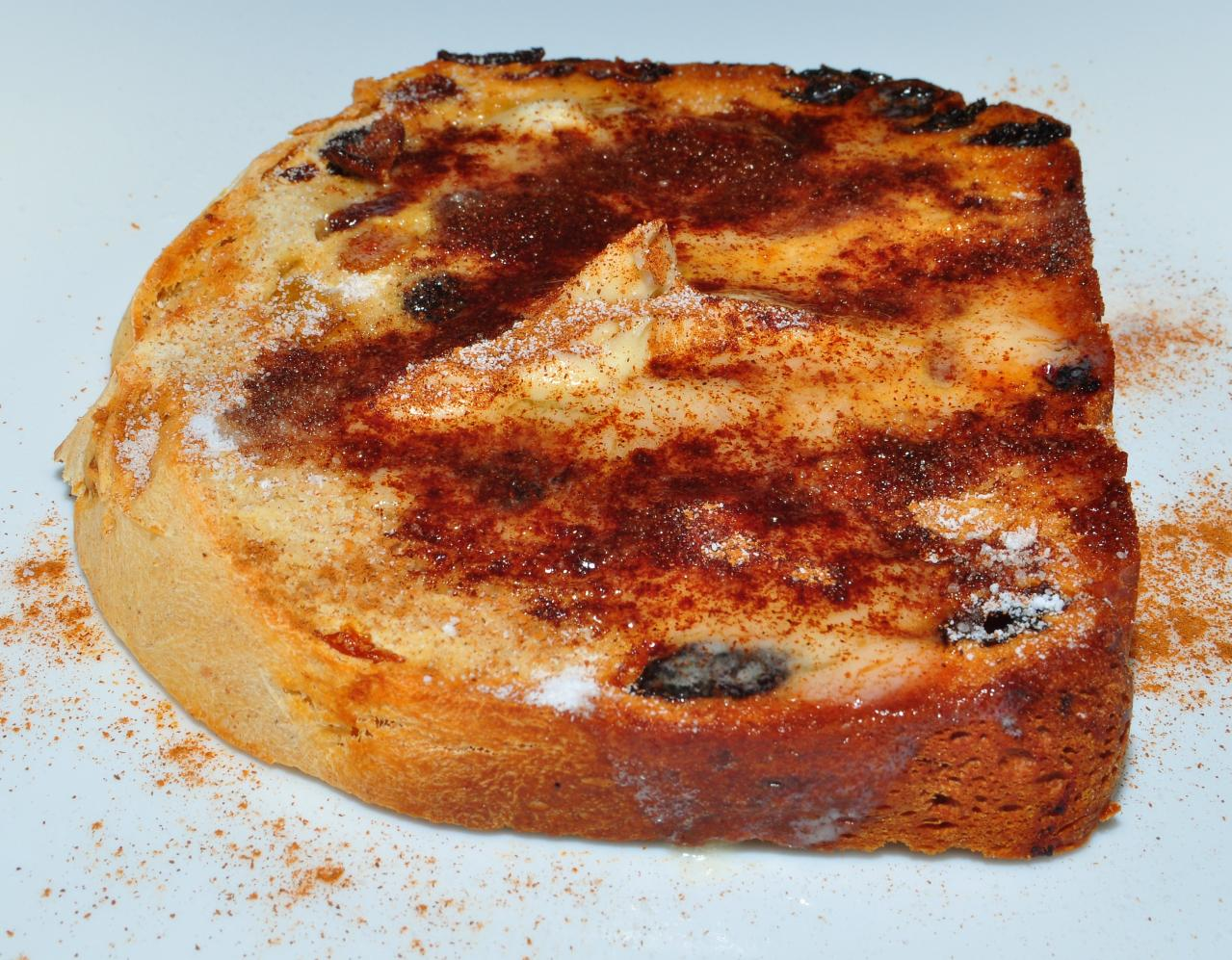
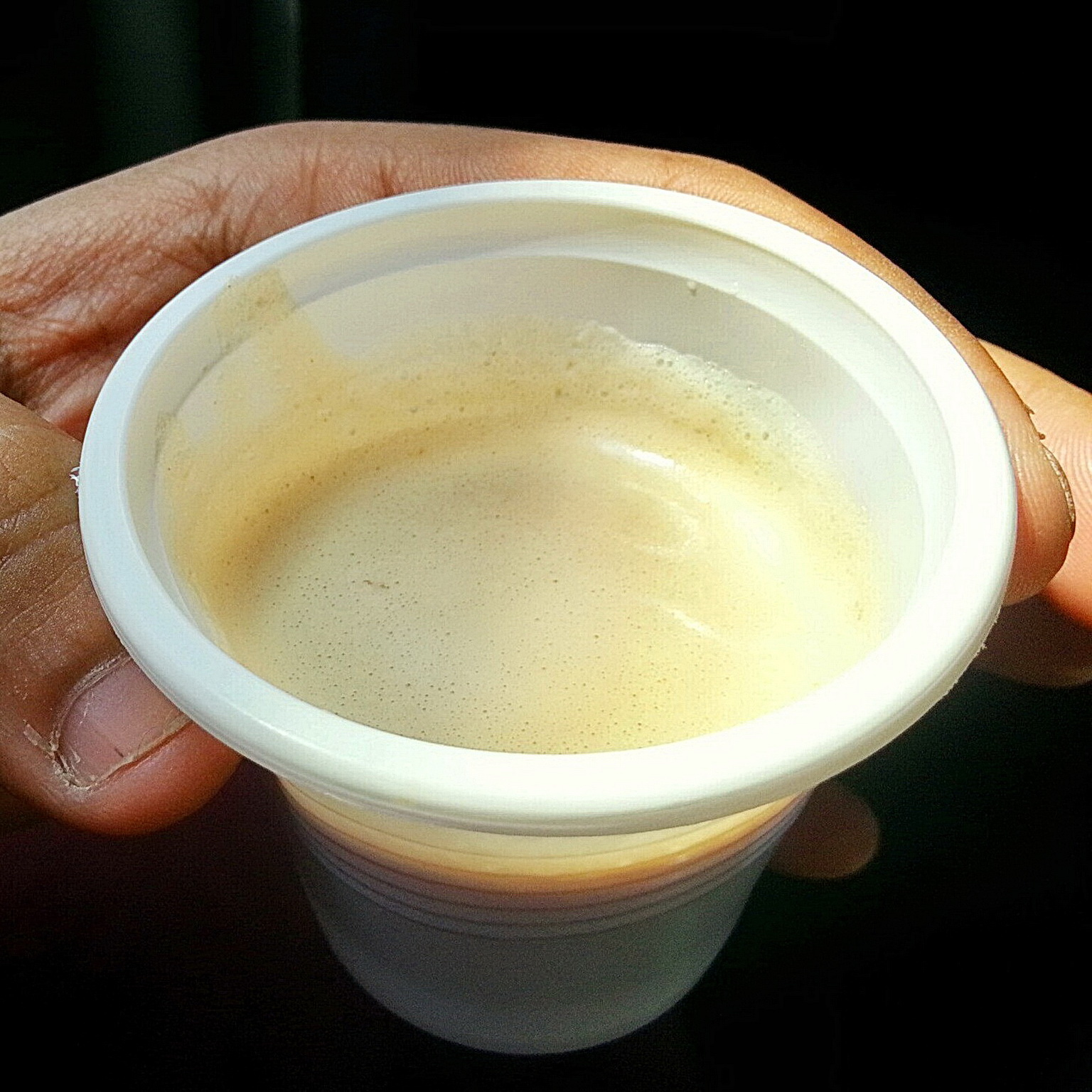
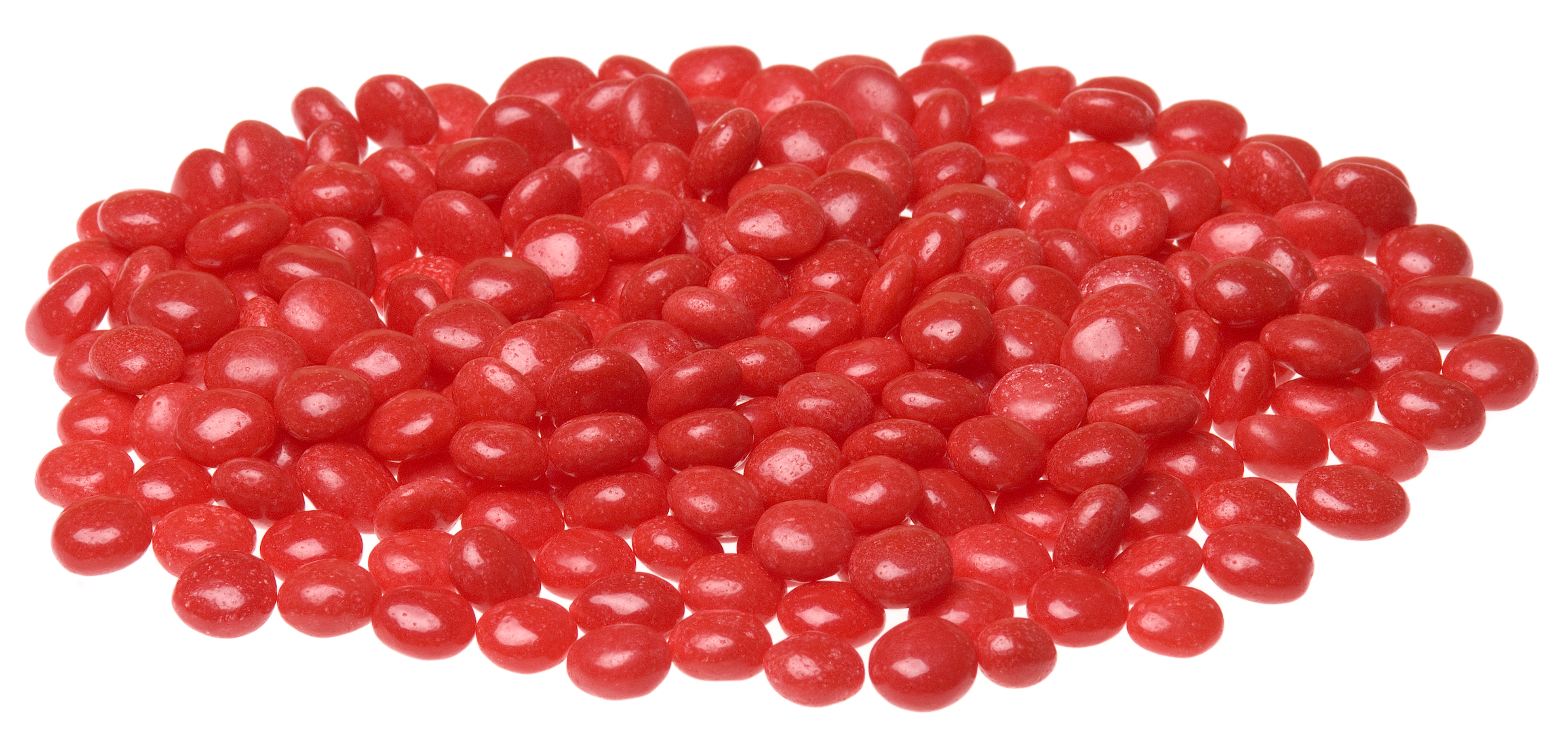

## وصلات خارجية
"بالصور: بهارات الحياة في سريلانكا" . بي بي سي نيوز .
1. ↑  Cassia is thicker than Sri Lankan cinnamon.[بحاجة لمصدر]